# Тиара Бенедикта XVI

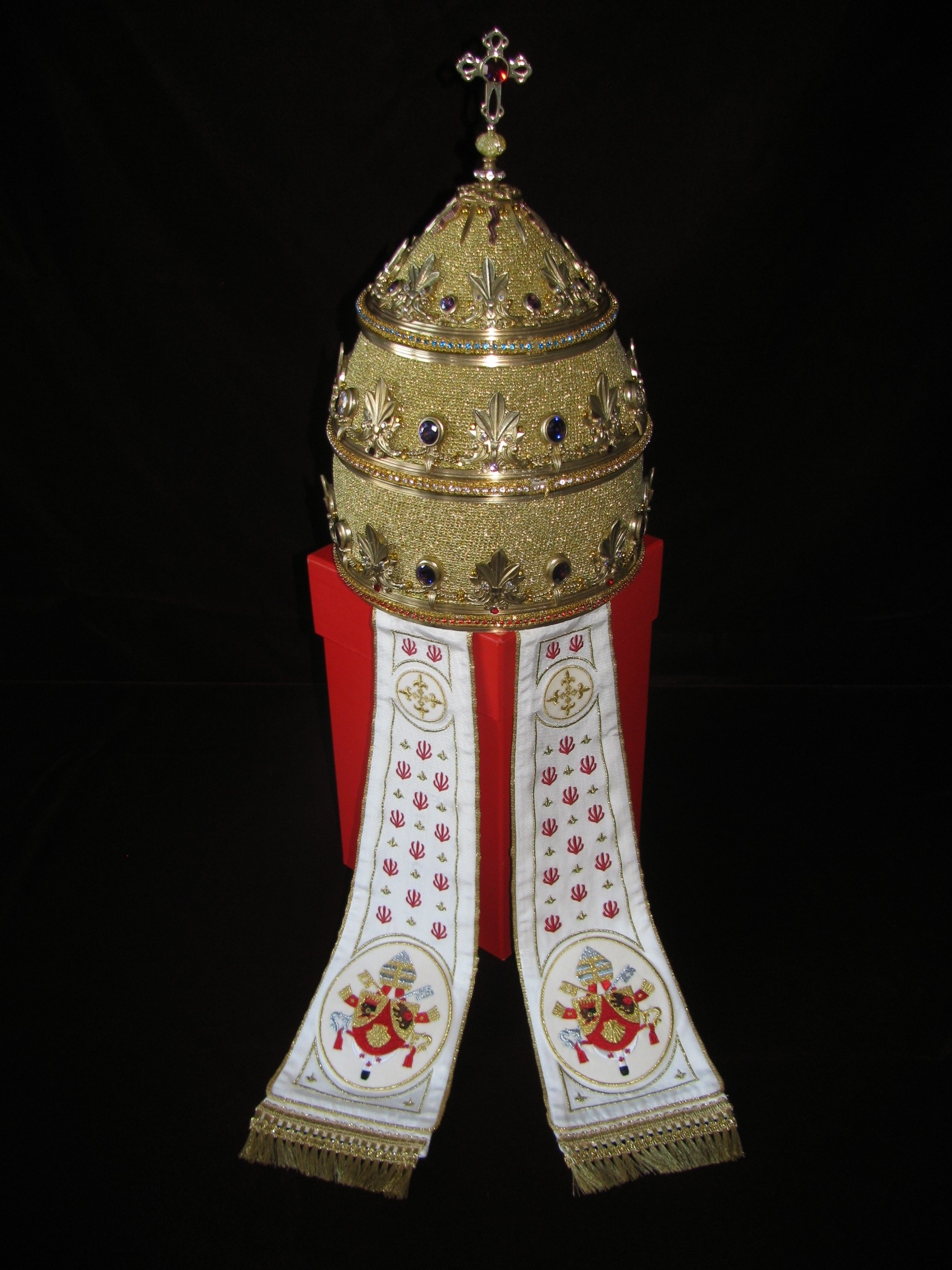
Тиара Римского папы Бенедикта XVI

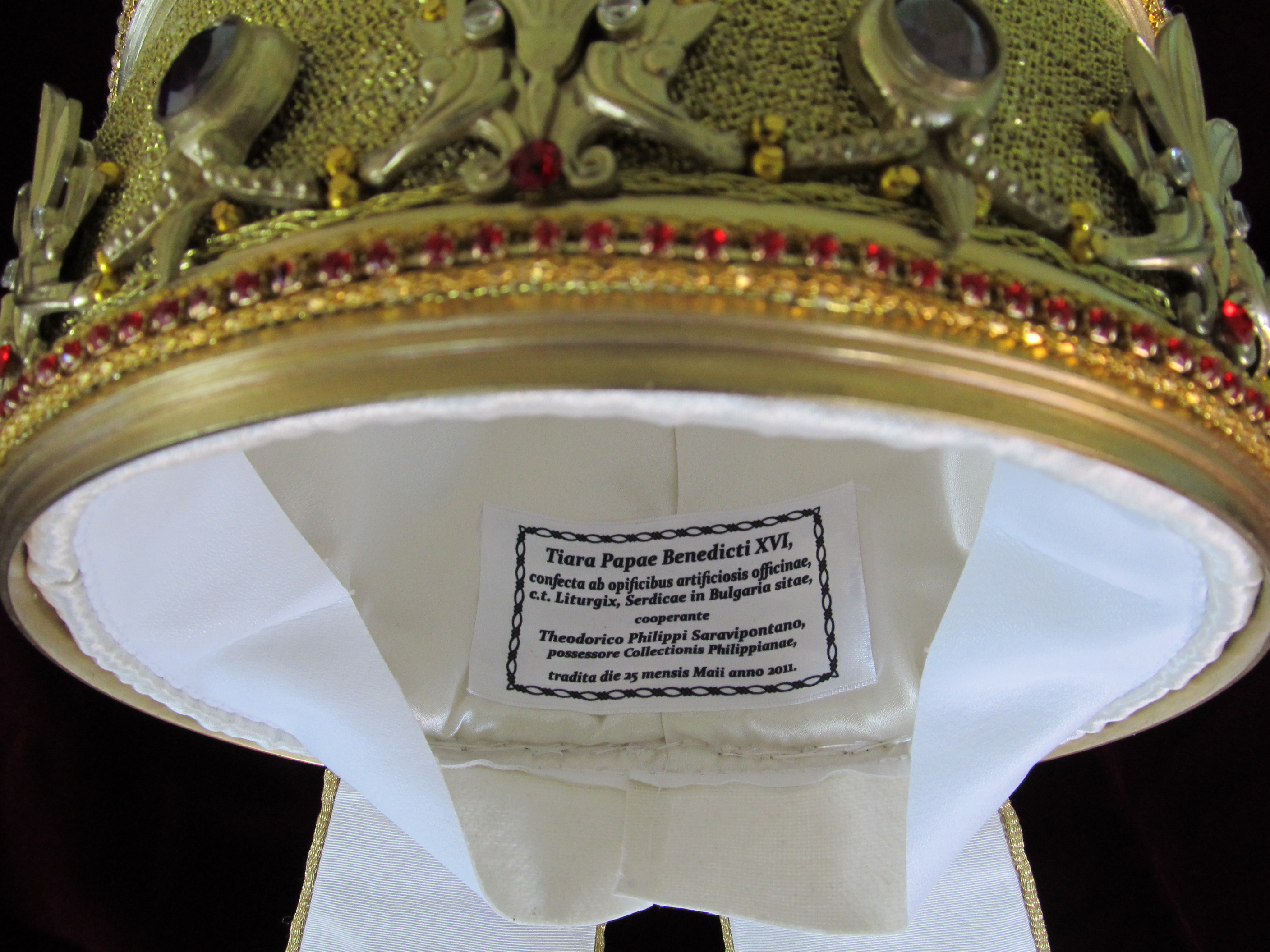
Тиара Римского папы Бенедикта XVI

Тиара Римского папы Бенедикта XVI – тиара Римского папы Бенедикта XVI, является предметом литургического облачения Римского папы, используемым во время папской интронизации и надеваемый в особо торжественных случаях. 

## История
Тиара Римского папы Бенедикта XVI была сделана в Болгарии компанией, производящей православное литургическое облачение. Тиара, украшенная драгоценными камнями, сделана из сплава цинка, серебра и латуни. 
Данная тиара была подарена Римскому папе Бенедикту XVI во время общей аудиенции 25 мая 2011 года группой немецких паломников. 
Римские папы начиная с Иоанна Павла I публично ни разу не надевали тиар.